# 田代站
田代站（日语：／ Tashiro eki */?）是位於佐賀縣鳥栖市櫻町，九州旅客鐵道（JR九州）的鹿兒島本線車站。車站編號為JB14。在九州鐵道（第一代）啟用時已經存在，為九州最古老車站之一。
車站側邊設有鳥栖貨物總站。

## 歷史
- 1889年（明治22年）12月11日 - 九州鐵道（第一代）開設此站[1]。
- 1907年（明治40年）7月1日 - 九州鐵道（第一代）被國有化，成為帝國鐵道廳車站[3]。
- 1927年（昭和2年）2月24日 - 中央軌道（日语：中央軌道）（後來為朝倉軌道（日语：朝倉軌道）田代線）上田代（田代）至上小郡之間開業。
- 1933年（昭和8年） - 朝倉軌道田代線停止營運。
- 1984年（昭和59年）2月1日 - 成為無人車站（隨後，再次設置車站職員）。
- 1987年（昭和62年）4月1日 - 伴隨國鐵分割民營化，車站由九州旅客鐵道（JR九州）營運[4]。
- 2009年（平成21年）3月1日 - 此站可以使用IC卡「SUGOCA」[5]。
- 2015年（平成27年）3月14日 - 成為無人車站[2]。

曾經設有日清製粉鳥栖工場專用線，在1980年代廢止。

## 站名的由來
在車站啟用是位於（基肄郡田代村）。而「田代」的「田」是指「旱田」，「代」是指「小平坦地方」。鎌倉時代已經開墾土地。在江戶時代地名為「田代領」，設有長崎街道的宿場町之一「田代宿」而開始繁榮發展。

## 車站構造
車站是一座地面車站，設有2面2線的相對式月台。上行列車使用1號月台，下行列車使用2號月台。車站大樓位於上行月台，兩月台設有跨線橋連接。由於多次列車過走，因此在跨線橋上塗上了藍色的螢光顏料以作提醒。木造車站大樓在2002年（平成14年）1月拆毀，再在翌月尖頂小屋的車站大樓落成。此站可以使用SUGOCA和進行增值，但是不可購買SUGOCA。

### 月台
| 月台 | 路線       | 上下行 | 方向                     |
| ---- | ---------- | ------ | ------------------------ |
| 1    | 鹿兒島本線 | 上行   | 博多、小倉方向           |
| 2    | 鹿兒島本線 | 下行   | 久留米、大牟田、佐賀方向 |

## 使用狀況
在2018年（平成30年）度，1日平均乘車人次為547人。
以下為近年1日平均上下車人次、乘車人次列表：
| 年度   | 1日平均 乘車人次 | 1日平均 上下車人次 |
| ------ | ---------------- | ------------------ |
| 1998年 | 322              | 656                |
| 1999年 | 316              | 631                |
| 2000年 | 301              | 603                |
| 2001年 | 300              | 614                |
| 2002年 | 277              | 571                |
| 2003年 | 253              | 520                |
| 2004年 | 260              | 535                |
| 2005年 | 309              | 636                |
| 2006年 | 314              | 648                |
| 2007年 | 314              | 647                |
| 2008年 | 305              | 633                |
| 2009年 | 314              | 644                |
| 2010年 | 346              | 712                |
| 2011年 | 388              | 781                |
| 2012年 | 430              | 859                |
| 2013年 | 438              | 877                |
| 2014年 | 442              | 885                |
| 2015年 | 487              | 967                |
| 2016年 | 511              | 1,014              |
| 2017年 | 525              |                    |
| 2018年 | 547              |                    |

## 車站周邊
- 九州環境福利醫療專門學校（日语：九州環境福祉医療専門学校）
- 久光製藥株式會社、九州總部、鳥栖工廠
- 日清製粉（日语：日清製粉）鳥栖工廠
- 佐賀縣道205號鳥栖田代線（日语：佐賀県道205号鳥栖田代線）
- 國道3號
- 長崎自動車道鳥栖交匯處（日语：鳥栖インターチェンジ）

## 相鄰車站
九州旅客鐵道
鹿兒島本線
■快速、■區間快速
通過
■區間快速（只有部分列車停站）、■普通
彌生丘（JB13）－田代（JB14）－（鳥栖貨物總站）－鳥栖（JB15）

## 注腳

## 外部連結
- 田代（車站資訊） - 九州旅客鐵道